# Euanthe
Euanthe é um género botânico pertencente à família das orquídeas (Orchidaceae).